# Бровково (Кировоградская область)
Бровко́во (укр. Бровкове) — село в Новомиргородской городской общине Новоукраинского района Кировоградской области Украины.
До 2020 года входило в Новомиргородский район
Ранее деревня Бровковая. Рядом с селом находится исток реки Ингул.
Население по переписи 2001 года составляло 84 человека. Почтовый индекс — 26022. Телефонный код — 05256. Код КОАТУУ — 3523880402.
В селе родился Герой Советского Союза В. И. Ткаченко.